# Chronique tchèque
La Chronique tchèque (en vieux tchèque Kronyka Czeska) appelée Hájkova kronika en tchèque, du nom de son auteur, le prêtre catholique Václav Hájek de Libočany (cs), est une chronique écrite en langue tchèque, publiée en 1541, relatant l’histoire des Tchèques de la plus haute antiquité au couronnement de Ferdinand Ier en tant que roi de Bohème (1526).

## Histoire
La chronique fut écrite au début du XVIe siècle et est éditée en tchèque à 1 000 exemplaires, en une première édition d'environ 1 500 pages qui s’étend de 1541 à 1543. Son auteur, le prêtre catholique Václav Hájek, était subventionné par un mécène qui voulut se retirer, se suivit une succession de procès. Elle est traduite en langue allemande par Johannes Sandel en 1596 (Böhmische Chronica).

## Contenu et réception
En commençant à partir de l’arrivée de la tribu tchèque en Bohême, l'œuvre se déroule chronologiquement année par année, mais peut aussi être lue dans un ordre discontinu à l’aide de ce qui est l'un des premiers index dans la littérature tchèque, si ce n'est le premier.
Dans cette œuvre, Václav Hájek renseigne une grande quantité d'informations sur la société de la Bohème, dont les systèmes politiques et leur évolution, les différents corps de métiers et artisanats, ce qui en a fait une source utile pour les historiens, avec au total environ 2 300 noms de lieux et 3 200 personnages historiques cités.
Cependant le contenu du livre n'est pas véridique dans son entièreté, cette œuvre s'inscrit dans la continuité des chroniques médiévales tchèques, où l'interprétation de codes symboliques et mystiques avait une place, ce qui ne fut plus le cas avec l’arrivée des idées des Lumières. L’auteur ayant pris la liberté d'intégrer des éléments légendaires dont certains inventés par lui, dans le but d'avoir un récit plus généreux dans son contenu, rapproche son travail du romanesque.
De plus, malgré la promesse de Hájek dans sa préface d'être objectif face aux événements qu'il retranscrit, le prêtre affichait une xénophobie alors commune envers les allemands et craignait les invasions ottomanes, il n'a en revanche pas ciblé la communauté juive. Il laisse également transparaître une opposition aux réformes internes, qu'elles soient catholiques ou hussites, les associant à la décadence et la dégradation de la nation, qui au moment de l'écriture était en majorité utraquiste.
La chronique, malgré les critiques au sujet de son objectivité, reste un ouvrage conséquent pour l'édition tchèque du XVIe où elle est imprimée en grande quantité, ce qui jusqu'à ce siècle n’avait été le cas que pour les traductions de la bible,. Son grand succès participera au développement de l’imprimerie notamment par l’introduction de nouveaux caractères. La chronique reste établie au fil du temps, par ailleurs son contenu lui permet de ne pas figurer parmi les livres brûlés par l'inquisition en 1620 lors de la Contre-Réforme qui a suivi la bataille de la Montagne Blanche dû à son absence de prise de position en faveur d’une réforme. Ainsi elle demeure l'œuvre littéraire la plus populaire au sein de la population des pays tchèques jusqu'au XIXe siècle avec la publication de l’œuvre  Histoire du peuple tchèque en Bohême et en Moravie de František Palacký.